# Забоева, Феоктиста Ивановна
Феоктиста Ивановна Забоева (1850 — 1943) — коми писательница, педагог, фольклористка и переводчица.

## Биография
Родилась в 1850 году в городе Усть-Сысольске в семье купца. Её отец, Иван Назарович содержал почтовую станцию, исполнял выборную бесплатную службу с управлением города и занимал там должности ратмана, бургомистра. В течение долгого времени Иван был помощником городского главы, Михаила Николаевича Латкина. Позже он сам занял должность городского главы Усть-Сысольска.
Феоктиста откликнулась на просьбу земства к образованным горожанам с предложением работать в школе. В 1872 году Забоева экстерном сдала экзамены на звание сельской учительницы. Сдав экзамены, она стала работать преподавательницей в мужском земском училище села Выльгорт, где проработала 26 лет.
С добротой относилась к малоимущим крестьянским детям. Она отдавала ученикам солидную часть из своего жалованья, покупала им одежду и обувь и дарила подарки во время праздников. Своих детей не имела.
Феоктиста 10 лет проработала в открытом в 1898 году в Выльгорте женском земском училище. До выхода на пенсию на протяжении четырех лет преподавала в Давской смешанной земской школе села Выльгорт.
Стала одним из делегатов на I съезде учителей Коми края.
Забоева занималась различной просветительской деятельностью: переводила на коми язык тексты учебников, русские сказки, стихи, рассказы, песни для внеклассного чтения, а также часть текстов из Библии и Евангелия. Перевела с русского на коми-зырянский книгу «Начатки христианского учения» в 1900 году.
В 1912 году по состоянию здоровья оставила учительскую деятельность.